# Georg Hermanowski
Georg Hermanowski (* 27. November 1918 in Allenstein, Ostpreußen; † 22. Oktober 1993 in Bonn) war ein deutscher Schriftsteller und Übersetzer.

## Leben
Georg Hermanowski besuchte das Humanistische Gymnasium in Allenstein und begann nach dem Abitur ein Studium der Rechtswissenschaft an der Berliner Friedrich-Wilhelms-Universität, das er jedoch nach einem Semester abbrechen musste, weil er zur Wehrmacht eingezogen wurde. Nach dem Ende des Zweiten Weltkrieges studierte er von 1945 bis 1948 Germanistik, Niederlandistik, Kunstgeschichte und Archäologie an der Universität Bonn. Während des Studiums war er als Volontär und Lektor in einem Verlag tätig. Ab 1950 lebte er als freier Schriftsteller und Übersetzer in Bad Godesberg.
Georg Hermanowskis Werk besteht aus Romanen, Erzählungen, Essays, Gedichten und Theaterstücken; daneben übersetzte er in den Fünfziger- und Sechzigerjahren eine Vielzahl von Prosawerken und Gedichten aus dem Flämischen, Niederländischen und Englischen ins Deutsche. Seit Ende der Siebzigerjahre lag der Schwerpunkt seines literarischen Schaffens auf der Erinnerung an seine ostpreußische Heimat.
Georg Hermanowski war Mitglied des Freien Deutschen Autorenverbandes und der Künstlergilde Esslingen.

## Auszeichnungen
Georg Hermanowski erhielt unter anderem folgende Auszeichnungen: 1962 den Belgischen Staatspreis für Literatur, 1963 die Ritterstufe des Belgischen Kronenordens, 1972 die Ehrengabe zum Andreas-Gryphius-Preis, 1973 die Nikolaus-Kopernikus-Medaille sowie 1975 den Nikolaus-Kopernikus-Preis.

## Werke
- Der Logos, Bonn 1946
- Des Spielmanns Heimkehr, Bonn 1947
- Weihnacht, Bonn 1947
- Semlia (Heilige Erde), Köln 1948
- Des Zaren Silbersporen, Mainz 1950
- Gesang unter der Linde, Brugge 1956
- Die letzte Chance, München 1958
- Die Stimme des schwarzen Löwen, Starnberg 1961
- Zuidnederlandse literatuur in vertalingbibliografie, Hasselt 1961 (zusammen mit Hugo Tomme)
- Die moderne flämische Literatur, Bern [u. a.] 1963
- Umgang mit Belgiern, Nürnberg 1964
- Der Christ und das Buch, Friedberg b. Augsburg 1969
- Säulen der modernen flämischen Prosa, Bonn 1969
- Johannes Gutenberg, München 1970
- Gerupfte Worte, Dortmund 1971
- Nicolaus Coppernicus, München 1971
- Knautschkat, Bonn 1977
- Ostpreußen in Farbe, Mannheim 1979
- Ostpreußen-Lexikon, Mannheim 1980
- Der Fisch begann am Kopf zu stinken, Bonn-Bad Godesberg 1982
- Das Ermland in Farbe, Mannheim 1983
- Ostpreußen, Mannheim 1983
- Weimarer Klassik, Bonn 1984
- Johann Gottfried Herders Schulreform, Bonn 1986 (zusammen mit Anno Hermanowski)
- Ostpreußen, Mannheim 1987
- Knautschkat und mein Hundche aus Kraupischken, Würzburg 1990
- ... spurlos verschwinden nur Namen, Würzburg 1990
- Ostpreußen. Wegweiser durch ein unvergessenes Land, Bechtermünz Verlag, Augsburg 1996

## Herausgeberschaft
- Der Abend und die Rose, Starnberg 1962
- Ostpreußen, Mannheim 1988 (herausgegeben zusammen mit Rudolf Naujok)

## Übersetzungen
- Albe: Annunciata, Limburg 1952
- Albe: Aurita, München 1960
- Albe: Besuch im Himmel, München 1951
- Albe: Der junge Odysseus, Berlin 1971
- Piet Bakker: Aber Ciske sahen sie nicht ..., Zürich 1956
- Piet Bakker: Ciske die Ratte, Stuttgart 1955
- Piet Bakker: Pia oder Die Ansichten des bedauernswerten Herrn Schnurr über Jungfer Airedale, Stuttgart 1958
- Edward Boyd Barrett: Hirten im Nebel, Bonn 1954
- Edward Boyd Barrett: Das Leben beginnt mit Liebe, Bonn 1955
- Edward Boyd Barrett: Über die Ehre, Bonn 1956
- Reimond Karel Maria de Belser: Die Rabenschläfer und andere Erzählungen, Bonn 1961
- Reimond Karel Maria de Belser: Das Reservat, Bonn 1966
- Reimond Karel Maria de Belser: Das Tal Hinnom, Bonn 1963
- Aster Berkhof: Das unaufhörliche Wagnis, Limburg a. d. Lahn 1964
- Piet van den Bogaert: Am Anfang war es Lüge, Limburg 1962
- Piet van den Bogaert: Der Eid der Frau Malcorde, Köln 1956
- Piet van den Bogaert: Der merkwürdige Herr Severijnen, Köln 1957
- Herman Boon: Tarzitius in Moskau, Luzern 1957
- F. R. Boschvogel: Dein leuchtendes Haar, Amarilla, Köln 1956
- F. R. Boschvogel: Der Hof der drei Könige, Köln 1957
- F. R. Boschvogel: Maria, meine Mutter, Bonn a. Rh. 1954
- Gabriel Marie Boutsen: Das blaue Tal, Recklinghausen 1954
- H. A. Brouwer: Die Botschaft der Frau aller Völker, Amsterdam 1967
- Antoinette Buckinx-Luykx: Maria Xavier, Mutter zweier Heiliger, Bonn 1956
- Gaston Claes: Ende und Beginn, München 1960
- Gustavo Corção: Kontrapunkt der Stunden, Köln 1958 (übersetzt zusammen mit Thekla Lepsius)
- Johan Daisne: Baratzeartéa, Bonn 1965
- Johan Daisne: Die Fahrt ins Jenseits, Hamburg 1968
- Johan Daisne: Lago Maggiore, Bonn 1957
- Johan Daisne: Der Mann, der sein Haar kurz schneiden ließ, Bonn 1958
- Johan Daisne: Montmirail, Bonn 1967
- Johan Daisne: Der Nasenflügel der Muse, Hamburg 1968
- Johan Daisne: Die Treppe von Stein und Wolken, Bonn a. Rh. 1960
- Johan Daisne: Wie schön war meine Schule, Bonn a. Rh. 1962
- Felix Dalle: Herz im Sturm, Recklinghausen 1953
- Emile J. De Smedt: Vom allgemeinen Priestertum der Gläubigen, München 1962
- Paul de Wispelaere: So hat es begonnen, Frankfurt a. M. 1966
- André Demedts: Die Freiheit und das Recht, Aschaffenburg 1960
- André Demedts: Die Herren von Schoendaele, Aschaffenburg 1957
- André Demedts: Eine Nußschale voll Hoffnung, München 1962
- Valère Depauw: Die himmelblaue Gasse, Bonn 1950
- Valère Depauw: Jeder Vogel hat sein Nest, Friedberg b. Augsburg 1960
- Valère Depauw: Einer Mutter Haus, München 1963
- Valère Depauw: Nebel über dem Moor, München 1958
- Valère Depauw: Die Tuchweber von Flandern, Aschaffenburg 1952
- Valère Depauw: ... und Friede auf Erden, Recklinghausen 1953
- Valère Depauw: Die Wieringer, Bonn 1949
- Jean Du Parc: Appassionata, Köln 1956
- Jean Du Parc: Frau Pilatus, Limburg 1953
- Bert Emmers: Der eiserne Arm, Kempen/Niederrhein 1955
- Roger Fieuw: Die japanischen Fischer, Bonn a. Rh. 1961
- Flämische Märchen, Hamburg 1967
- Robert Franquinet: Durch die Wüste der Einsamkeit, Bonn 1958
- Robert Franquinet: Die Grenze der Verachtung, Bonn a. Rh. 1959
- Gedichte aus Flandern, Starnberg 1970
- Fred Germonprez: Island! Island!, Olten [u. a.] 1954
- Fred Germonprez: Jan Bart, München 1959
- Fred Germonprez: Mit diesen beiden Händen, Friedberg b. Augsburg 1962
- Fred Germonprez: Nun wird wieder Tag, Olten [u. a.] 1957
- Fred Germonprez: Strandgut, Olten [u. a.] 1955
- Jozef Ghoos: Großaufnahme, Friedberg b. Augsburg 1962
- Jozef Ghoos: Partner fürs Leben, Luzern [u. a.] 1965
- Maurice Gilliams: Elias oder Das Gefecht mit den Nachtigallen. Winter in Antwerpen, Bonn 1964
- Maurice Gilliams: Der Mann am Fenster, Bonn 1967
- Fernand Goddemaer: Habt Geduld, meine Brüder, München 1959
- Gaston M. van der Gucht: Das Wagnis, München 1959
- Frank Gysen: Alles hat seine Zeit, Friedberg b. Augsburg 1961
- Frank Gysen: Flammen über Kuba, Mainz 1964
- Frank Gysen: Die Wilden von Sonnegem, Friedberg b. Augsburg 1959
- Paul de Haes: Wenn wir nicht lieben, schweigt Gott, Limburg 1966
- Heilige für heute, Recklinghausen 1953
- Emiel van Hemeldonck: Das gelobte Land, Aschaffenburg 1951
- Catherine de Hueck: Lieber Bischof, Recklinghausen 1952
- Dan Inghelram: Sarai und die Ägypterin, Köln 1956
- Bernard Kemp: Die Dioskuren, Bonn 1960
- Bernard Kemp: Die in den Abgrund sehen, Limburg 1967
- Bernard Kemp: Der Kater des Orpheus, Bonn 1962
- Bernard Kemp: Das letzte Spiel, Bonn a. Rh. 1959
- Bernard Kemp: Die Tür, München 1961
- Albert Kriekmans: Das Alter als Lebensvollendung, München 1962
- Maria de Lannoy: Gold auf Spitzbergen, Köln 1959
- Paul Lebeau: Johanna Maria, Regensburg 1954
- Paul Lebeau: Xanthippe, Bonn 1960
- Cor Ria Leeman: Belgien ohne Belgier, Stuttgart 1958
- Cor Ria Leeman: Gott am Strang, Bonn 1955
- Cor Ria Leeman: Der große Herr, Bonn a. Rh. 1959
- Cor Ria Leeman: Die Jugendbande von Dakota, Mainz 1960
- Cor Ria Leeman: Neeltje, Bonn 1957
- Cor Ria Leeman: Der Schwanz des Teufels, Bonn 1954
- Raf van de Linde: Du bist wert aller Liebe, Salzburg 1956
- Yvonne de Man: Eine Frau namens Susanne, Bonn 1958
- Marcel Matthijs: Filomene, Bonn 1951
- Marcel Matthijs: Spiegel von Leben und Tod, Bonn 1963
- Marcel Matthijs: Wer kann das begreifen, Bonn 1949
- Hermann Mertens: Gedanken über den Himmel, Friedberg b. Augsburg 1963
- Leo Mets: Fetzen am Mast, Bonn 1955
- Ivo Michiels: Das Buch Alpha, Frankfurt a. M. 1965
- Ivo Michiels: Orchis militaris, Frankfurt am Main 1969
- Karl van Mieghem: Christoph aus der Heide, Reutlingen 1954
- Conrad Willem Mönnich: Wege der Christenheit, Gelnhausen 1960
- Stanislas d'Otremont: Thomas Quercy, Köln [u. a.] 1956
- Piet Eduard Clothilde Quanjard: Liebe ist ehrlich, Limburg 1963
- Maurice Roelants: Alles kommt zurecht, Bonn 1957
- Maurice Roelants: Gebet um ein gutes Ende, Bonn 1955
- Maurice Roelants: Der Jazzspieler und andere Erzählungen, Bonn a. Rh. 1959
- Maurice Roelants: Kommen und Gehen, Bonn 1955
- Maurice Roelants: Ein Leben, das wir träumten, Bonn 1956
- Johan de Roey: Pater Duval und das religiöse Chanson, München 1961
- Marcel Roos: Mato Grosso, Recklinghausen 1954
- Maria Rosseels: Größere Liebe hat keiner, Köln 1958
- Maria Rosseels: Ich war ein Christ, Salzburg 1959
- Maria Rosseels: Im Schatten der Bilder, Köln 1956
- Maria Rosseels: Marolleke, Recklinghausen 1956
- Maria Rosseels: Spiegelchen, Recklinghausen 1954
- Maria Rosseels: Spiegelchens neues Tagebuch, Recklinghausen 1955
- Maria Rosseels: Tod einer Nonne, Limburg 1963
- Maria Rosseels: Das unzufriedene Herz, Köln 1957
- Desideer A. Stracke: Seele Christi, heilige mich!, Köln 1953
- Lambert Swerts: Die Spiegelgalerie, Friedberg b. Augsburg 1963
- Luc Ter Elst: Es nimmt kein gutes Ende, Köln [u. a.] 1956
- Luc Ter Elst: Ribbedebie, München 1959
- Felix Timmermans: Adagio, Wiesbaden 1949
- Lia Timmermans: Jan und Mie und der kluge rote Rabe, Regensburg 1966
- Lia Timmermans: Jan und Mie und der Wunderhirsch, Regensburg 1966
- Lia Timmermans: Noblesse oblige, Bonn 1956
- Lia Timmermans: Sabine Mardagas, Bonn 1964
- Lia Timmermans: Verlorener Sommertag, Bonn a. Rh. 1961
- Lia Timmermans: Weihnachtserzählungen, Hamburg 1965
- Leo J. Trese: Auch ein Mensch, Recklinghausen 1952
- Leo J. Trese: Bewährt vor Gott, Recklinghausen 1954 (übersetzt zusammen mit Hugo Zulauf)
- Leo J. Trese: Hüter der Herde, Recklinghausen 1956 (übersetzt zusammen mit Hugo Zulauf)
- Dries van Coillie: Die Legio Mariae in Rot-China, Wien [u. a.] 1964
- Dries van Coillie: Peking – Zelle 10, Donauwörth 1963
- Dries van Coillie: Rotchina – die Partei und ihre Führer, Donauwörth 1963
- Anton van de Velde: Bukske, der Maulwurf, Kempen/Niederrhein 1953
- Anton van de Velde: Gott und das Gewürm, München 1951
- Anton van de Velde: Der Tag hat 24 Stunden, Kempen-Niederrhein 1954
- Jos Vandeloo: Gefahr, Wiesbaden 1961
- Jos Vandeloo: Die seltsamen Abenteuer von Hokus und Pokus, Hamburg 1966
- Bernard Verhoeven: Verteidigung einer Nonne, Bonn 1959
- Gerard Henrik de Vet: Christus ist auf allen Straßen, München 1960
- Gerard Henrik de Vet: Die Gebärde Gottes, München 1964
- Anne Wadman: Elke und die Männer, Heidelberg 1965
- Staf Weyts: Die geheimnisvolle Hand, Bonn 1950
- Eugène Winters: Die Nacht, Mainz 1961
- Eugène Winters: Ein Wunder in Harlem, München 1961
- Liederik de Witte: Kirche, Arbeit, Kapital, Limburg 1964
- Zu Gottes stiller Flut, Berlin 1972